# Adidas Uniforia

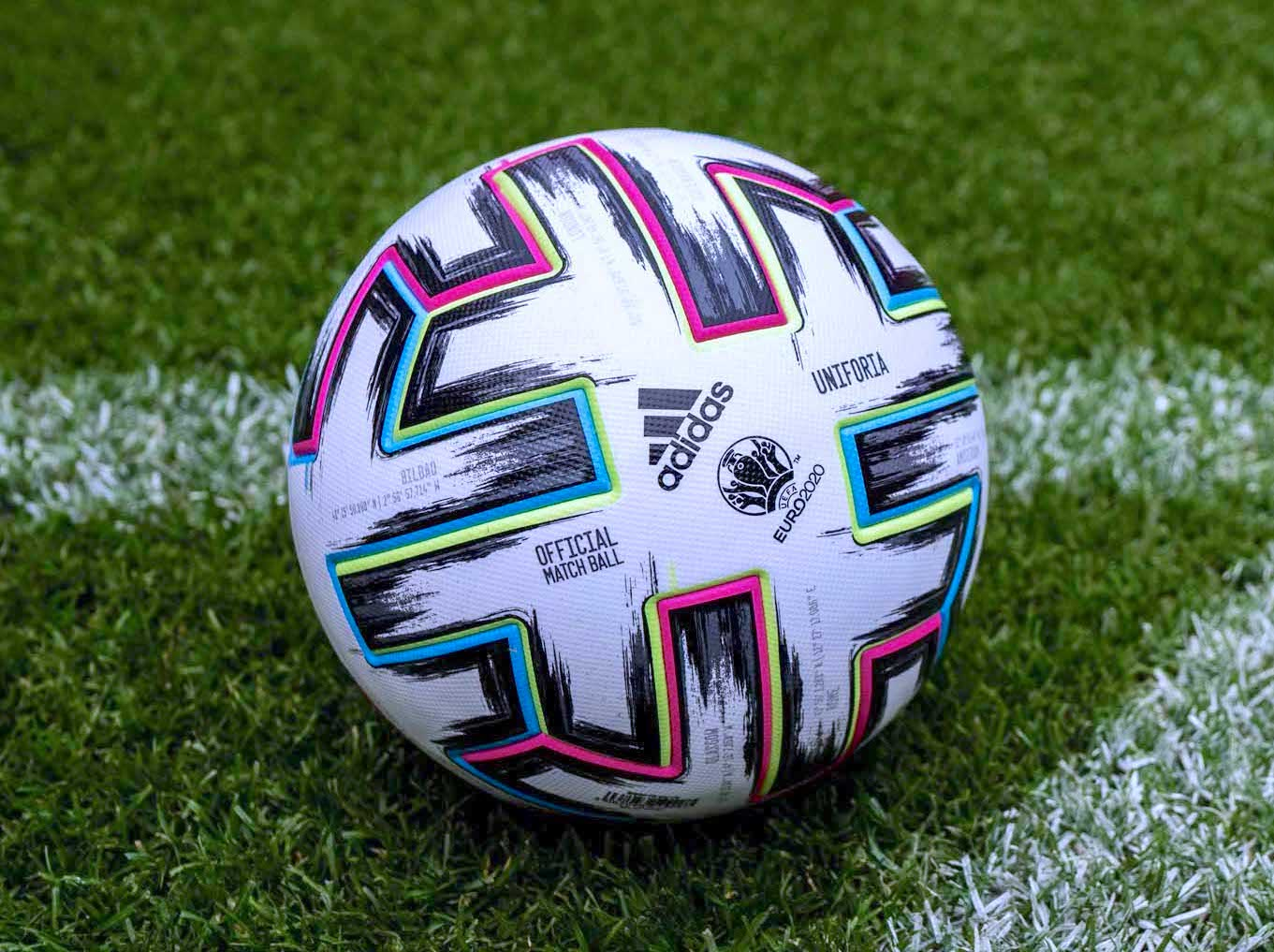
De Adidas Uniforia (editie EK 2020)

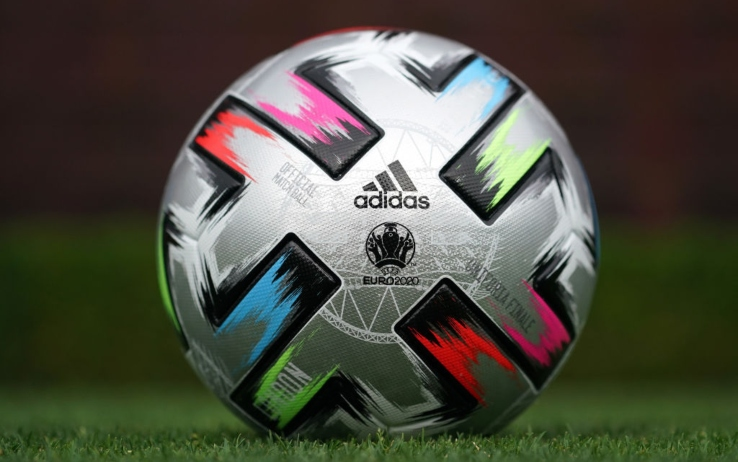
De Adidas Uniforia (editie halve finale/finale EK 2020)

De Uniforia is de wedstrijdbal die gebruikt werd tijdens het UEFA Europees kampioenschap voetbal 2020, dat gespeeld werd in elf Europese steden. De wedstrijdbal werd, zoals de voorgaande edities van dit toernooi, ontwikkeld door adidas. Op 6 november 2019 werd de wedstrijdbal door adidas gepresenteerd. De oorsprong van de naam was volgens de UEFA als volgt; de naam is een mix van de woorden ‘unity’ (eenheid) en ‘euphoria’ (euforie). Op de bal staan de geografische coördinaten van de twaalf stadions, waarin de wedstrijden zouden worden gespeeld. De felle kleuren op de bal staan symbool voor de diversiteit van de deelnemende teams en fans. Adidas bracht ook zwarte verfstrepen op de bal aan, een verwijzing naar het vervagen van grenzen in Europa. Een variant van de Uniforia is de Tsubasa, die als wedstrijdbal gebruikt werd tijdens het door de FIFA georganiseerd wereldkampioenschap voetbal voor clubs 2019 in Qatar.